# Pollapönk
Pollapönk er en islandsk musikgruppe. Den 15. februar 2014 vandt den Söngvakeppnin, den islandske forhåndsudvælgelse til Eurovision Song Contest med nummeret "Enga fordóma". Gruppen repræsenterede herefter Island ved Eurovision Song Contest 2014 i København med en engelsksproget version af sangen, "No Prejudice". Sangen kvalificerede sig videre fra den første semifinale den 6. maj og opnåede efterfølgende en 15. plads i finalen den 10. maj.